# راس صعدو (قارة)

تعديل مصدري - تعديل

راس صعدو هي إحدى قرى عزلة قارة بمديرية قارة التابعة لمحافظة حجة، بلغ تعداد سكانها 62 نسمة حسب تعداد اليمن لعام 2004.